# 伊那上鄉站
伊那上鄉站（日语：／ Ina-kamisato eki */?）是位於日本長野縣飯田市上鄉黑田的東海旅客鐵道（JR東海）飯田線車站。

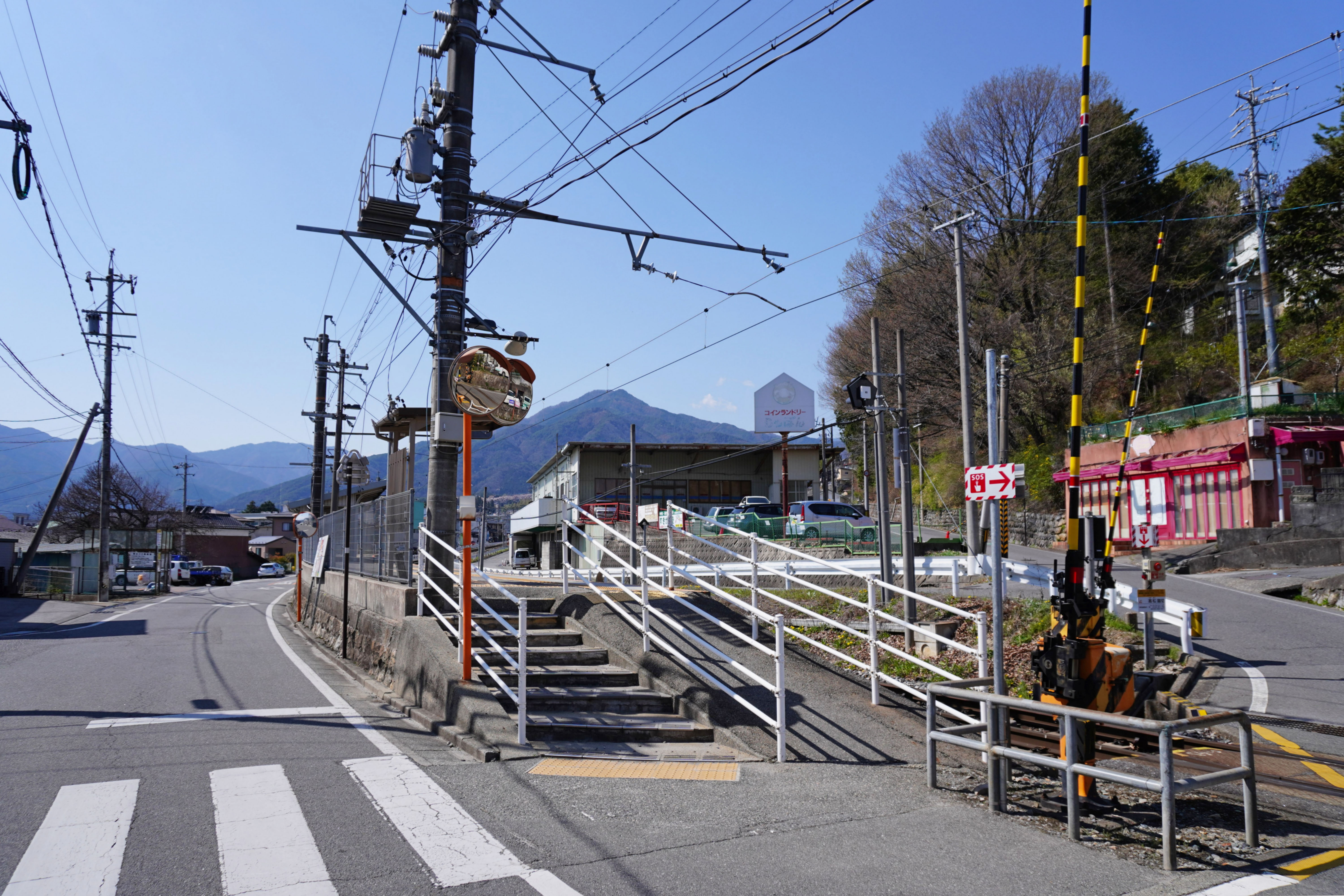
入口(2023年4月)

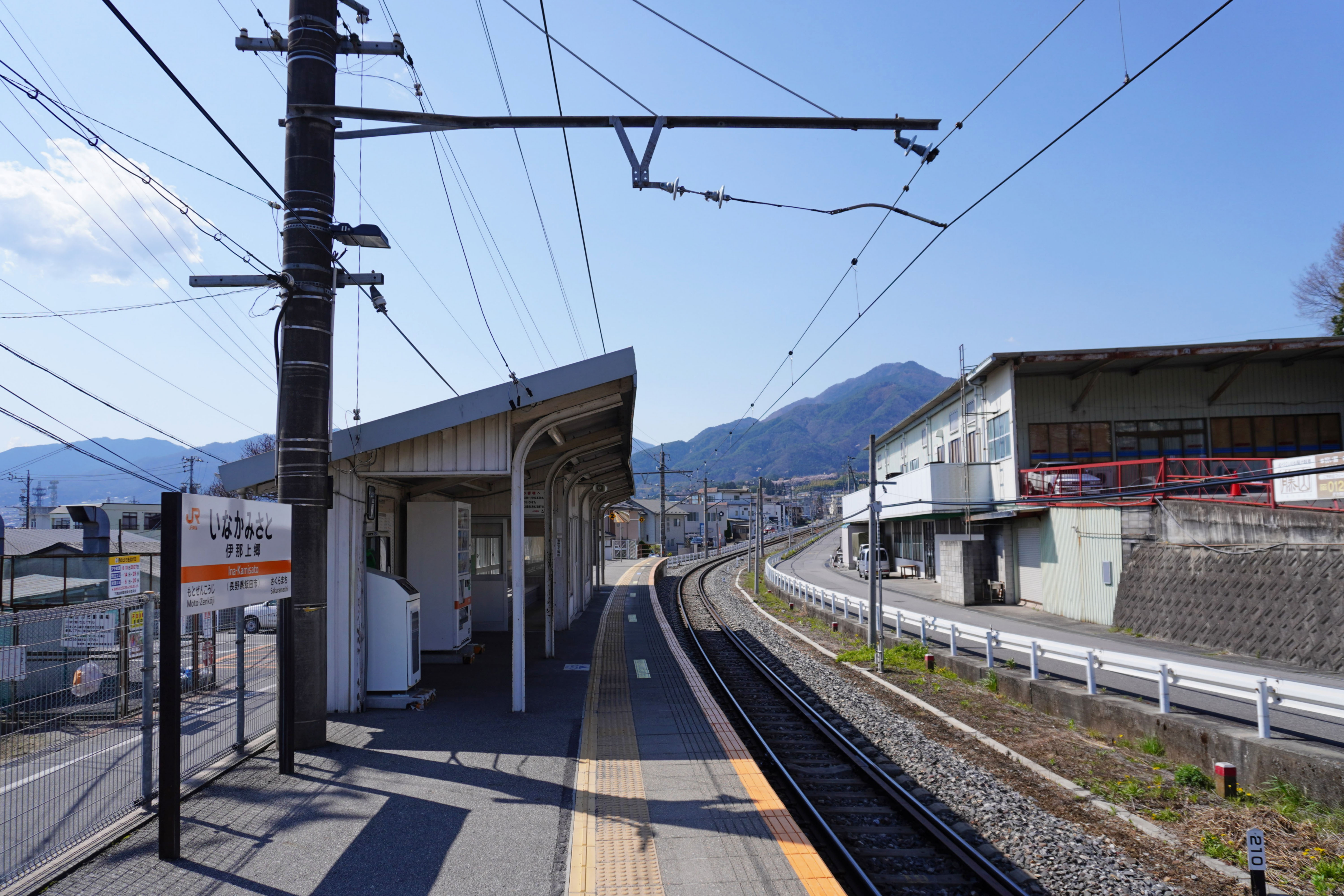
候車室與月台(2023年4月)

## 車站構造
- 單式月台，1面1線，不可以列車交會。
- 地面車站。
- 由飯田站管理的無人站。
- 設有站舍和候車室。

車站附近為工廠，有一些專用線前往那些工廠。

## 利用狀況
以下就是上車乘客人數。
- 2003年 - 863人
- 2004年 - 829人
- 2005年 - 797人
- 2006年 - 811人
- 2007年 - 821人
- 2008年 - 806人
- 2009年 - 751人

## 車站周邊
- 黑田人形舞台
- 長野縣飯田高等學校
- 飯田女子高等學校

在上下學時，學生會使用此車站。所以當時會比較繁忙。

## 歴史
- 1923年（大正12年）8月3日 - 伊那電氣鐵道線飯田站至元善光寺站延伸段啟用。
- 1923年（大正12年）10月 - 路線中新設上鄉停車站中途站。
- 1935年（昭和10年）12月16日 - 車站升級為上郷站。同時開始貨物起卸服務。
- 1936年（昭和11年）1月 - 改名為伊那上郷站。
- 1943年（昭和18年）8月1日 - 伊那電氣鐵道線國有化，成為國鐵飯田線車站。當時，在東海道本線濱松站至名古屋站、飯田線各站、中央本線上諏訪站至鹽尻站、松本站上車的乘客可使用本車站。
- 1954年（昭和29年）12月1日 - 在東京都區內的車站與長野站上車的乘客也可使用本車站。
- 1971年（昭和46年）4月1日 - 旅客上落車站的制限廢除。成為無人站。
- 1971年（昭和46年）12月1日 - 貨物起卸服務停止。
- 1987年（昭和62年）4月1日 - 因國鐵分割民營化，本站成為東海旅客鐵道和日本貨物鐵道的車站。

## 相鄰車站
東海旅客鐵道
 飯田線
■快速「水篶」（只限上行停車）、■普通
櫻町－伊那上鄉－元善光寺